# Basiliek van San Salvatore
De Basiliek van San Salvatore in Spoleto (Perugia) is een voorbeeld van de Langobardische architectuur uit de 8e eeuw. De kerk bevindt zich in Spoleto, toentertijd de hoofdstad van het hertogdom Spoleto.
De kerk zoals die nu te zien is, is grotendeels een renovatie van een oudere kerk zoals die in de vierde eeuw gebouwd is. In het gebouw zijn vele spolia verwerkt.
In 2011 heeft UNESCO besloten deze basiliek op de werelderfgoedlijst te plaatsen als onderdeel van het werelderfgoed Longobarden in Italië.
- Gemeinsame Normdatei: 4522001-3
- Library of Congress Control Number: no99072919
- Nationale Bibliotheek van Israël: 987007599423805171
- Virtual International Authority File: 253008643